# Qufu
Qufu (chino: 曲阜, pinyin: Qūfù) es una localidad en el sudoeste de la provincia de Shandong, cercana a la costa oriental de la República Popular China. Se encuentra a alrededor de 130 km al sur de la capital provincial, Jinan y 45 km al noreste de la sede prefectural de Jining. Es famosa por ser la ciudad natal del filósofo Confucio (551 a. C -
479 a. C.) quien, tradicionalmente, se cree que nació en el cercano monte Ni.
Tiene una población urbana de alrededor de 60 000 habitantes (2004) y toda la región administrativa tiene alrededor de 650 000 habitantes.
Fue capital del Estado de Lu durante el período de Primaveras y Otoños. Hasta 1937 en la ciudad vivieron los miembros de la familia Kong, descendientes directos de Confucio. La ciudad contiene numerosos palacios históricos, templos y cementerios. El principal atractivo de esta ciudad está en los tres monumentos declarados como Patrimonio de la Humanidad por la Unesco en el año 1994: el templo de Confucio (en chino, 孔庙; pinyin, Kǒng miào), el cementerio de Confucio (en chino, 孔林; pinyin, Kǒng lín) y la residencia de la familia Kong (en chino, 孔府; pinyin, Kǒng fǔ).

## Etimología
El nombre Qufu literalmente significa "colina encorvada", y se refiere a una colina de una milla de largo que formaba parte de la ciudad en esta época como capital del estado de Lu.

## Historia
Qufu fue capital del estado de Lu durante el período Primaveras y Otoños. La muralla de la ciudad de la capital Lu rodeaba no solo la zona de lo que hoy es ciudad amurallada actual (Ming), sino también un territorio significativo al este y al norte de ella.
Durante la dinastía Tang y en los primeros días de la dinastía Song la ciudad se centraba alrededor de lo que actualmente es el Templo del duque Zhou, en la esquina noreste de lo que hoy es la ciudad amurallada. En 1012, Qufu fue rebautizada como Condado Xianyuan (仙源县), y reubicada en el nuevo lugar a 4 km al este de la ciudad amurallada actual, cerca del supuesto lugar de nacimiento del legendario Emperador Amarillo y la tumba de su hijo Shaohao. Allí se construyó un templo en honor del Emperador Amarillo; todo lo que queda hoy son dos estelas gigantes (el sitio Shou Qiu).
Después de la conquista de China septentrional por los jurchen, la nueva dinastía Jin rebautizó Xianyuan de nuevo como Qufu (en 1142), pero la ciudad continuó estando en el lugar Son. No fue hasta el reinado del emperador Jiajing de la dinastía Ming (1522) que se erigió la muralla de la ciudad actual. El lugar de la ciudad en 1012-1522 es hoy (旧县村).
En 1948, Qufu desempeñó un papel menor en la campaña de Yanzhou durante la guerra civil china.
Los lugares históricos de Qufu sufrieron mucho daño durante la Revolución cultural cuando alrededor de 200 trabajadores y estudiantes de la Universidad Normal de Pekín liderados por Tan Houlan (谭厚兰, 1937–1982), uno de los cinco poderosos líderes estudiantiles de la Revolución cultural, fueron a Qufu y detruyeron más de 6000 objetos de valor histórico en noviembre de 1966.
Antes de la amplia adopción del sistema pinyin, el nombre de la ciudad (a menudo visto como sede de un condado, por ejemplo, Qufu xian) se transcribía al inglés de diferentes maneras, como Ch'ü-fou-hien, Kio-feu-hien, Kio-fou-hien,
Kiu-fu,
Kiuh Fow, Keuhfow, Kufow, y Chufou. En español, fue transcrito como Chü-fu.

## Geografía
El pequeño centro histórico de Qufu está rodeado del muro de la ciudad restaurado de la época Ming y ríos o fosos. La Torre del Tambor (Gulou) está en el centro de la ciudad amurallada; el Templo de Confucio (Kong Miao), la mansión de Confucio (Kong Fu) y el Templo de Yan Hui (Yan Miao) ocupan amplios sectores dentro del muro.
El cementerio de Confucio (Kong Lin) se encuentra a 1,3 km al norte de la ciudad amurallada. El centro moderno de la ciudad está al sur de la ciudad amurallada. Hay también una mezquita y un vecindario y mercado musulmán que se encuentra justo afuera de la portada occidental de la ciudad amurallada.
La estación de ferrocarril de Qufu y principales áreas industriales están en el lado este, unos pocos kilómetros al este de la ciudad histórica. La tumba de Shaohao (en chino, 少昊陵; pinyin, Shǎo hào Líng) y el lugar histórico Shou Qiu (en chino, 寿丘; pinyin, Shòu Qiū, el supuesto lugar de nacimiento del legendario Emperador Amarillo), están en las afueras, al este, de la moderna Qufu, cerca del pueblo de Jiuxian village.

## Transporte
La línea de ferrocarril Pekín-Shanghái original, construida a principios del siglo XX, rodea Qufu. Durante un siglo, la mayor parte de los viajeros desde o hacia Qufu, usarían la estación de tren en Yanzhou, a unos 15 km al oeste.
Mucho más tarde, se construyó un ramal de ferrocarril desde Yanzhou al puerto de Rizhao (parta de la línea Xin-Shi, 新石铁路). Esta línea pasa por Qufu, con una pequeña estación de pasajeros operando en el lado sudeste de la ciudad (35°34′58″N 117°01′30″E / 35.582860, 117.025091); es, sin embargo, de utilidad limitada para la mayor parte de los viajeros.
La línea de Alta Velocidad Pekín-Shanghái, que se abrió en 2011, pasa por Qufu. La estación de ferrocarril de Qufu Este de esta línea se encuentra a pocos kilómetros al sudeste de la ciudad (35°33′23″N 117°03′49″E / 35.556390, 117.063656).
En 2015, se anunciaron planes para la construcción de una línea de alta velocidad desde Qufu vía Linyi a Huai'an en los siguientes años. Si se lleva a cabo este proyecto, hará de Qufu Este una estación nodal.

## Economía
La economía de Qufu se basa principalmente en la agricultura y la producción de grano. Otras industrias principales son la de la alimentación, textil, materiales de construcción, química, minería del carbón, farmacia, papel y maquinaria industrial.

## Educación
- Universidad Normal de Qufu.

## Galería

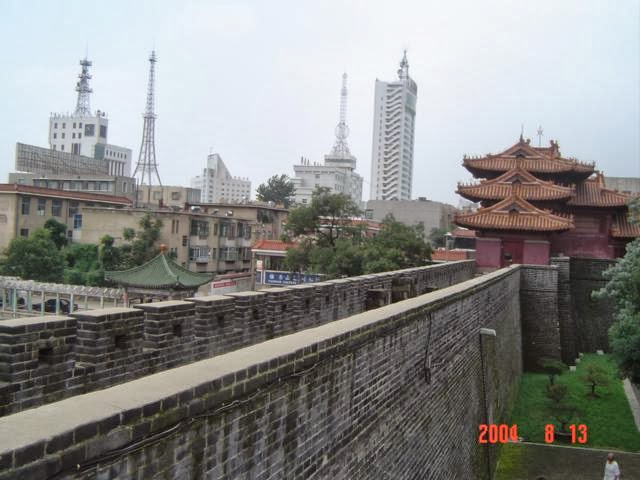
Vista de las murallas de la fortaleza
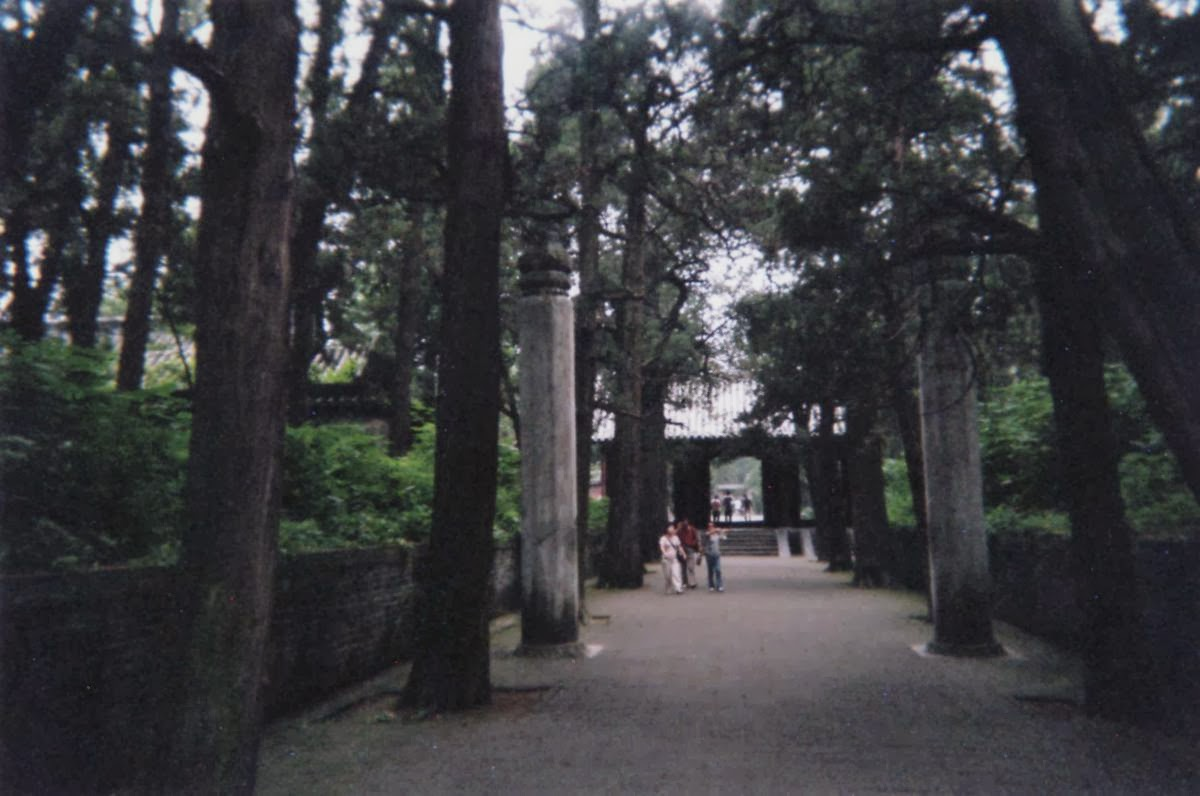
Bosque de Confucio
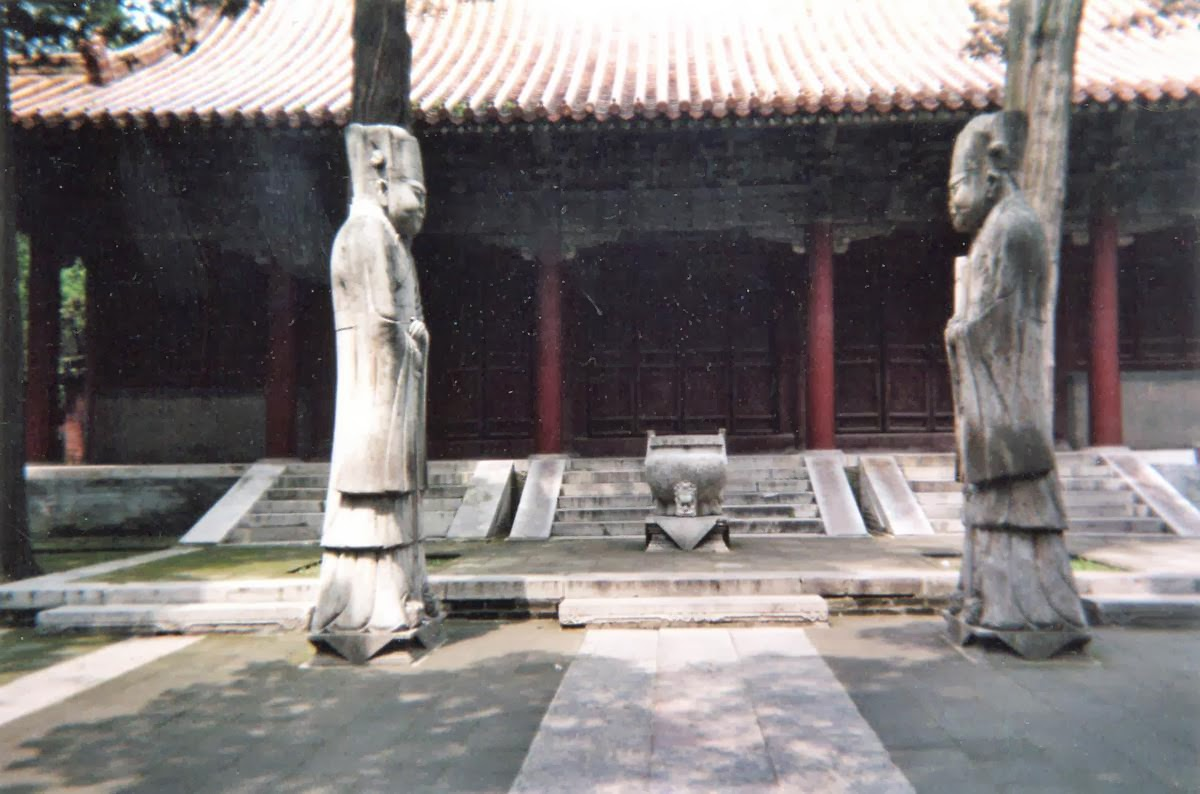
Cementerio histórico In
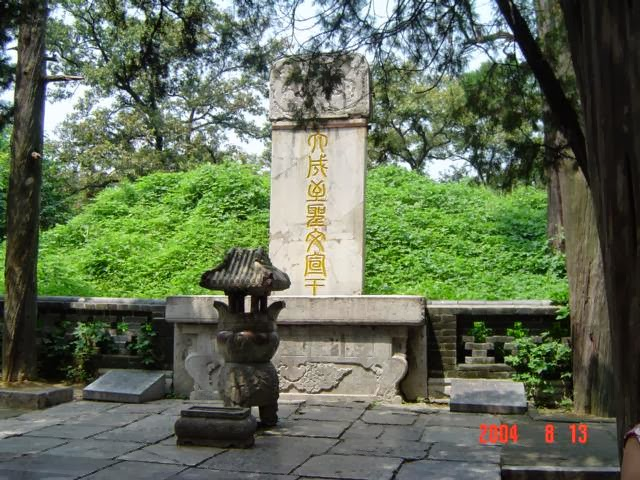
La tumba de Confucio
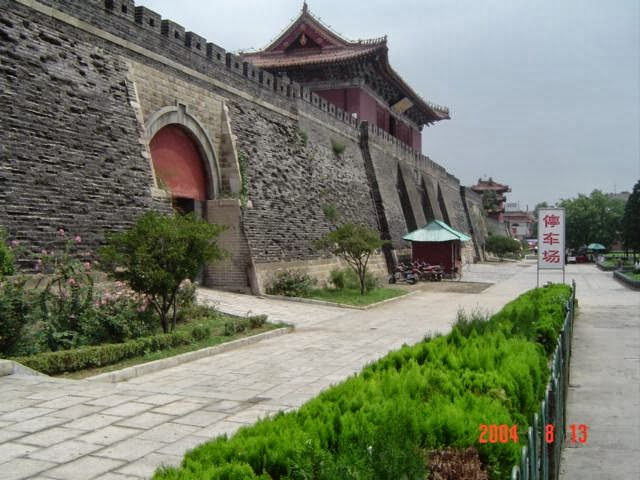
Una de las puertas de la ciudad
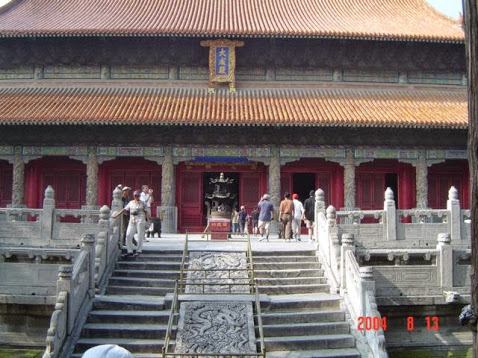
Entrada al templo de Confucio.